# Philippes de Montespedon
Philippes de Montespedon, död 1578, var en fransk hovfunktionär.
Hon efterträdde Jacqueline de Longwy som Première dame d'honneur till Frankrikes drottning Katarina av Medici och behöll denna post mellan 1561 och 1578. Hon avgick 1578 och efterträddes av Alphonsine Strozzi.